# Alexander Halm
Pour les articles homonymes, voir Halm.
Alexander Halm (1840- 1913) est un haut fonctionnaire allemand. Il fut maire de Metz de 1880 à 1895 et président du district de Basse-Alsace à Strasbourg.

## Biographie
Alexander Halm voit le jour le 6 février 1840 à Coblence en province de Rhénanie. Halm devient membre de la Bonner Burschenschaft Frankonia en 1857, pendant ses études. Il devient administrateur (de) de l'arrondissement d'Adenau (de), en province de Rhénanie, de 1868 à 1872 et Kreisdirektor, directeur de l’arrondissement de Ribeauvillé, Ribeauvillé, de 1871 à 1872. De 1880 à 1883, Halm dirige l'arrondissement de Metz-Campagne avant d'être nommé Bürgermeister, maire de la commune. Il restera maire jusqu'en 1895. Il poursuit sa carrière en Allemagne. En 1909, Halm est nommé président du district de Basse-Alsace.
Alexander Halm décédera à Strasbourg, le 13 juillet 1913.

## Source
- Horst Romeyk: Die leitenden staatlichen und kommunalen Verwaltungsbeamten der Rheinprovinz 1816–1945, Droste, 1994.
- Grossherzog Friedrich I. Von Baden und die Reichspolitik 1871–1907, Bd. 1898–1907, Kohlhammer, 1980.